# 克拉斯內 (赫米利尼克區)
49°31′11″N 28°47′27″E / 49.51972°N 28.79083°E
克拉斯内（烏克蘭語：Красне）是烏克蘭的村落，位於該國西南部文尼察州，由赫米利尼克區薩姆霍羅多克市鎮負責管轄，始建於1765年，面積0.34平方公里，海拔高度280米，2001年人口131，人口密度每平方公里385.29人。